# Rich Rich
Rich Rich ist das fünfte Studioalbum des deutschen Rappers Ufo361. Es erschien am 24. April 2020 in verschiedenen Versionen über sein eigenes Label Stay High und wird über Groove Attack vertrieben.

## Produktion
Das Album wurde als Executive Producer von den Musikproduzenten The Cratez (11 Songs) produziert. Ufo361 selbst (7), Sonus030 (8), Jimmy Torrio (6), OZ, Cooper Douglas Mitchell (je 2), JZ Keys, Gezin, Tay Keith und Michael Alber (je 1) waren an den Produktionen beteiligt.

## Covergestaltung
Das Albumcover besteht aus verschiedenen Motiven, die fließend ineinander übergehen und sich teilweise gegenseitig verdecken. Beispielsweise sind Ufo361 selbst zweimal, eine Frau, ein Feuer und Schmuck zu sehen. Mittig befinden sich der Albumtitel und Interpretenname in Weiß.

## Gastbeiträge
Lediglich auf einem Lied des Albums ist neben Ufo361 ein anderer Künstler vertreten. So ist der US-amerikanische Rapper Future auf der Singleauskopplung Big Drip zu hören. Zudem ist auf dem Remix dieses Liedes der Produzent Sonus030 als Interpret beteiligt.

## Titelliste
| Nr.          | Titel                                               | Produktion                                          | Länge |
| ------------ | --------------------------------------------------- | --------------------------------------------------- | ----- |
| 1.           | Eliantte                                            | The Cratez, Jimmy Torrio, Ufo361                    | 2:39  |
| 2.           | Rich Rich                                           | The Cratez, Jimmy Torrio, Sonus030, Ufo361          | 3:24  |
| 3.           | Big Drip (feat. Future)                             | The Cratez, Jimmy Torrio, Sonus030                  | 2:54  |
| 4.           | Fokus auf die Zukunft                               | OZ                                                  | 1:50  |
| 5.           | Final Fantasy                                       | The Cratez, Jimmy Torrio, Sonus030, JZ Keys, Ufo361 | 2:58  |
| 6.           | Do Not Disturb                                      | The Cratez, Sonus030, Ufo361                        | 3:05  |
| 7.           | Bad Girls, Good Vibes                               | The Cratez, OZ, Cooper Douglas Mitchell             | 1:47  |
| 8.           | Emotions                                            | The Cratez, Sonus030, Ufo361                        | 2:26  |
| 9.           | Allein sein                                         | The Cratez, Sonus030, Jimmy Torrio, Gezin           | 2:27  |
| 10.          | Kobe Bryant                                         | The Cratez, Sonus030, Ufo361                        | 2:51  |
| 11.          | Rolling Loud                                        | Tay Keith, The Cratez, Michael Alber, Ufo361        | 2:57  |
| 12.          | Nur zur Info                                        | The Cratez, Jimmy Torrio, Cooper Douglas Mitchell   | 2:22  |
| 13.          | Big Drip [Sonus030 Remix] (feat. Future & Sonus030) | Sonus030                                            | 3:18  |
| Gesamtlänge: | Gesamtlänge:                                        | Gesamtlänge:                                        | 34:58 |

## Charterfolge und Singles
Rich Rich stieg am 1. Mai 2020 auf Platz eins in die deutschen Albumcharts ein. Insgesamt konnte es sich 14 Wochen in den Top 100 halten. In der Schweizer Hitparade erreichte das Album am 3. Mai 2020 Rang zwei und konnte sich insgesamt 11 Wochen in dieser platzieren. Am 8. Mai 2020 stieg das Album auch in den Ö3 Austria Top 40 auf der Spitzenposition ein, dort konnte es sich 15 Wochen in der Hitparade halten.
Der Tonträger erreichte darüber hinaus die Chartspitze der deutschen Hip-Hop-Charts, wo es sich zwei Wochen halten konnte. Insgesamt war es 14 Wochen in den Hip-Hop-Charts vertreten. Des Weiteren konnte sich das Album ebenfalls an der Spitzenposition der deutschen deutschsprachigen Albumcharts platzieren.
In den deutschen Jahrescharts 2020 belegte Rich Rich Platz 31, in Österreich Position 45 und in der Schweiz Rang 56.
| ChartsChartplatzierungen | Höchstplatzierung | Wochen |
| ------------------------ | ----------------- | ------ |
| Deutschland (GfK)        | 1 (14 Wo.)        | 14     |
| Österreich (Ö3)          | 1 (15 Wo.)        | 15     |
| Schweiz (IFPI)           | 2 (11 Wo.)        | 11     |

| ChartsJahrescharts (2020) | Platzierung |
| ------------------------- | ----------- |
| Deutschland (GfK)         | 31          |
| Österreich (Ö3)           | 45          |
| Schweiz (IFPI)            | 56          |

Aus Rich Rich wurden im Zeitraum von Dezember 2019 bis April 2020 folgende sieben Singles zum Download ausgekoppelt: Nur zur Info, Big Drip (feat. Future), Rich Rich, Bad Girls, Good Vibes, Allein sein, Final Fantasy und Fokus auf die Zukunft. Alle Singles erreichten in Deutschland, Österreich und in der Schweiz die Singlecharts.
Zum größten Erfolg des Albums wurde jedoch das Lied Emotions, das aufgrund von Streamings und Downloads zunächst in Deutschland und Österreich auf Rang zwei und in der Schweiz auf Position neun in die Singlecharts einstieg. Durch die Fortsetzung des Stücks unter dem Titel Emotions 2.0, in Zusammenarbeit mit der deutschen Rapperin und Sängerin Céline, erreichte die Single in Deutschland und Österreich die Spitzenposition, in der Schweiz Platz drei der Singlecharts.
Emotions erhielt im Oktober 2020 eine Goldene Schallplatte für über 200.000 verkaufte Einheiten in Deutschland.

## Rezeption
| Professionelle Bewertungen | Professionelle Bewertungen |
| -------------------------- | -------------------------- |
| Kritiken                   |                            |
| Quelle                     | Bewertung                  |
| laut.de                    | [ 11 ]                     |

Auf dem deutschsprachigen Online-Magazin laut.de erhielt Rich Rich drei von möglichen fünf Punkten. Der Rezensent Stefan Mertlik meint, das Album sei „eine Konzeptplatte über Reichtum“, auf der „Style über Inhalte gestellt“ würden. Positiv hervorgehoben werden die vielfältigen Instrumentals der Lieder, wohingegen die Kürze und der „hingerotzt wirkende Flow“ vieler Lieder sowie viele Reimmuster und inhaltliche Aspekte als Kritikpunkte gesehen werden. Ferner wird das Album mit „einem zugedröhnten Trip, der von vorne bis hinten Freude bereitet“ verglichen. Allerdings käme nach diesem „der Kater und mit ihm die Scham.“
Bei den Hiphop.de Awards 2020 wurde das Album in der Kategorie „Bestes Album national“ ausgezeichnet.